# Seleção da Iugoslávia de Hóquei no Gelo
A Seleção da Iugoslávia de Hóquei no Gelo representava a Iugoslávia na competições oficiais da FIGH. Eles competiram em cinco Jogos Olímpicos.

## Participações em Competições Oficiais

### Jogos Olimpícos
- 1964 - 14º
- 1968 - 9º
- 1972 - 11º
- 1976 - 10º
- 1984 - 11º

### Campeona Mundial
- 1939 - 13º
- 1951 - 6º in Pool B
- 1955 - 5º in Pool B
- 1961 - 3º in Pool C
- 1963 - 5º in Pool B
- 1965 - 7º in Pool B
- 1966 - 3º in Pool B
- 1967 - 4º in Pool B
- 1969 - 3º in Pool B
- 1970 - 4º in Pool B
- 1971 - 5º in Pool B
- 1972 - 6º in Pool B
- 1973 - 3º in Pool B
- 1974 - 2º in Pool B
- 1975 - 4º in Pool B
- 1976 - 5º in Pool B
- 1977 - 7º in Pool B
- 1978 - 8º in Pool B
- 1979 - 1º in Pool C
- 1981 - 7º in Pool B
- 1982 - 2º in Pool C
- 1983 - 8º in Pool B
- 1985 - 2º in Pool C
- 1986 - 7º in Pool B
- 1987 - 4º in Pool C
- 1989 - 2º in Pool C
- 1990 - 1º in Pool C
- 1991 - 6º in Pool B
- 1992 - 8º in Pool B

### Campeonato Europeu
- 1939 - 11º
- 1964 - 11º
- 1968 - 7º

## Times Sucessores
Com a dissolução da Iugoslávia, as equipes que passaram a competir foram:
- Seleção de Bósnia e Herzegovina de Hóquei no Gelo
- Seleção da Croácia de Hóquei no Gelo
- Seleção da Macedônia de Hóquei no Gelo
- Seleção da Sérvia de Hóquei no Gelo (Seleção de Sérvia e Montenegro de Hóquei no Gelo de 1992 a 2006)
- Seleção da Eslovênia de Hóquei no Gelo